# Lichk, Syunik
Lichk là một đô thị thuộc tỉnh Syunik, Armenia. Dân số ước tính năm 2011 là 161 người.